# Volta a Suïssa 2007
La Volta a Suïssa 2007, 71a edició de la Volta a Suïssa, és una cursa ciclista per etapes que es disputà entre el 16 i el 24 de juny de 2007. La cursa formava part del calendari UCI ProTour 2007.
El vencedor final fou el rus Vladímir Karpets (Caisse d'Epargne), seguit del luxemburguès Kim Kirchen (T-Mobile Team) i el belga Stijn Devolder (Discovery Channel).

## Equips participants
| N.      | Cod. | Equip                 |
| ------- | ---- | --------------------- |
| 1-8     | TMO  | T-Mobile              |
| 11-18   | CSC  | Team CSC              |
| 21-28   | LIQ  | Liquigas              |
| 31-38   | A2R  | AG2R Prévoyance       |
| 41-48   | SDV  | Saunier Duval-Prodir  |
| 51-58   | DSC  | Discovery Channel     |
| 61-68   | RAB  | Rabobank              |
| 71-78   | AST  | Astana Team           |
| 81-88   | GCE  | Caisse d'Epargne      |
| 91-98   | QSI  | Quick Step-Innergetic |
| 101-108 | PRL  | Predictor-Lotto       |

| N.      | Cod. | Equip              |
| ------- | ---- | ------------------ |
| 111-118 | LAM  | Lampre-Fondital    |
| 121-128 | GST  | Team Gerolsteiner  |
| 131-138 | C.A  | Crédit Agricole    |
| 141-148 | BTL  | Bouygues Télécom   |
| 151-158 | EUS  | Euskaltel-Euskadi  |
| 161-168 | FDJ  | Française des Jeux |
| 171-178 | COF  | Cofidis            |
| 181-188 | UNI  | Unibet.com         |
| 191-198 | MRM  | Team Milram        |
| 201-208 | VBG  | Team Volksbank     |

## Resultats de les etapes
| Etapa    | Data       | Recorregut                  | Km    | Vencedor d'etapa  | Líder de la general |
| -------- | ---------- | --------------------------- | ----- | ----------------- | ------------------- |
| Pr       | 16 de juny | Olten - Olten (CRI)         | 3,8   | Fabian Cancellara | Fabian Cancellara   |
| 1a etapa | 17 de juny | Olten - Lucerna             | 157,2 | Erik Zabel        | Fabian Cancellara   |
| 2a etapa | 18 de juny | Brunnen - Nauders (AUT)     | 228,7 | Alessandro Proni  | Fabian Cancellara   |
| 3a etapa | 19 de juny | Nauders (AUT) - Vaduz (LIE) | 167,2 | Fränk Schleck     | Fränk Schleck       |
| 4a etapa | 20 de juny | Vaduz (LIE) - Giubiasco     | 192,8 | Robbie McEwen     | Fränk Schleck       |
| 5a etapa | 21 de juny | Giubiasco - Crans-Montana   | 190,8 | Thomas Dekker     | Vladímir Iefimkin   |
| 6a etapa | 22 de juny | Ulrichen - Grimselpass      | 125,7 | Vladímir Gússev   | Vladímir Iefimkin   |
| 7a etapa | 23 de juny | Innertkirchen - Schwarzsee  | 152,5 | Rigoberto Uran    | Vladímir Iefimkin   |
| 8a etapa | 24 de juny | Berna - Berna (CRI)         | 33,7  | Fabian Cancellara | Vladímir Karpets    |

## Classificacions finals

### Classificació general
|    | Ciclista          | Equip                 | Temps       | Punts UCI ProTour |
| -- | ----------------- | --------------------- | ----------- | ----------------- |
| 1  | Vladímir Karpets  | Caisse d'Epargne      | 30h 07' 23" | 50                |
| 2  | Kim Kirchen       | T-Mobile Team         | + 1' 04"    | 40                |
| 3  | Stijn Devolder    | Discovery Channel     | + 1' 30"    | 35                |
| 4  | Matteo Carrara    | Unibet.com            | m. t.       | 30                |
| 5  | Damiano Cunego    | Lampre-Fondital       | + 1' 41"    | 25                |
| 6  | Vladímir Iefimkin | Caisse d'Epargne      | + 1' 46"    | 20                |
| 7  | Fränk Schleck     | Team Saxo Bank        | + 1' 47"    | 15                |
| 8  | Gerrit Glomser    | Team Volksbank        | + 2' 50"    | –                 |
| 9  | Rigoberto Uran    | Unibet.com            | + 3' 16"    | 5                 |
| 10 | Andreas Klöden    | Astana Qazaqstan Team | + 3' 19"    | 2                 |

|   | Ciclista          | Equip                 | Punts |
| - | ----------------- | --------------------- | ----- |
| 1 | Daniele Bennati   | Lampre-Fondital       | 60    |
| 2 | Fabian Cancellara | Team CSC              | 57    |
| 3 | Andreas Klöden    | Astana Qazaqstan Team | 50    |
| 4 | Erik Zabel        | Milram                | 41    |
| 5 | Cristian Moreni   | Cofidis               | 40    |

|   | Ciclista         | Equip                 | Punts |
| - | ---------------- | --------------------- | ----- |
| 1 | Vladímir Gússev  | Discovery Channel     | 45    |
| 2 | Daniel Navarro   | Astana Qazaqstan Team | 36    |
| 3 | Marzio Bruseghin | Lampre-Fondital       | 34    |
| 4 | Matteo Carrara   | Unibet.com            | 25    |
| 5 | Laurens ten Dam  | Rabobank ProTeam      | 24    |

|   | Ciclista        | Equip                 | Punts |
| - | --------------- | --------------------- | ----- |
| 1 | Florian Stalder | Team Volksbank        | 29    |
| 2 | Luis Pasamontes | Unibet.com            | 14    |
| 3 | René Weissinger | Team Volksbank        | 12    |
| 4 | Vladímir Gússev | Discovery Channel     | 9     |
| 5 | Daniel Navarro  | Astana Qazaqstan Team | 9     |

|   | Equip                 | Temps       |
| - | --------------------- | ----------- |
| 1 | Caisse d'Epargne      | 90h 27' 56" |
| 2 | Unibet.com            | + 4' 29"    |
| 3 | Discovery Channel     | + 8' 50"    |
| 4 | Astana Qazaqstan Team | + 11' 36"   |
| 5 | Team CSC              | + 14' 27"   |

## Evolució de les classificacions
| Etapa (Vencedor)           | Classificació general | Classificació dels esprints | Classificació de la muntanya | Classificació per punts | Classificació per equips |
| -------------------------- | --------------------- | --------------------------- | ---------------------------- | ----------------------- | ------------------------ |
| Pròleg Fabian Cancellara   | Fabian Cancellara     | No s'entrega                | No s'entrega                 | Fabian Cancellara       | Team CSC                 |
| 1a etapa Erik Zabel        | Fabian Cancellara     | Florian Stalder             | Matteo Carrara               | Fabian Cancellara       | Team CSC                 |
| 2a etapa Alessandro Proni  | Fabian Cancellara     | Daniel Navarro              | Alessandro Proni             | Fabian Cancellara       | Quick Step-Innergetic    |
| 3a etapa Fränk Schleck     | Fränk Schleck         | Florian Stalder             | Alessandro Proni             | Fabian Cancellara       | Caisse d'Epargne         |
| 4a etapa Robbie McEwen     | Fränk Schleck         | Florian Stalder             | Alessandro Proni             | Daniele Bennati         | Caisse d'Epargne         |
| 5a etapa Thomas Dekker     | Vladímir Iefimkin     | Florian Stalder             | Alessandro Proni             | Daniele Bennati         | Caisse d'Epargne         |
| 6a etapa Vladímir Gússev   | Vladímir Iefimkin     | Florian Stalder             | Vladímir Gússev              | Daniele Bennati         | Caisse d'Epargne         |
| 7a etapa Rigoberto Urán    | Vladímir Iefimkin     | Florian Stalder             | Vladímir Gússev              | Daniele Bennati         | Caisse d'Epargne         |
| 8a etapa Fabian Cancellara | Vladímir Karpets      | Florian Stalder             | Vladímir Gússev              | Daniele Bennati         | Caisse d'Epargne         |
| Final                      | Vladímir Karpets      | Florian Stalder             | Vladímir Gússev              | Daniele Bennati         | Caisse d'Epargne         |